# گمینا نگخلوو
گمینا نگخلوو (به لهستانی:  Gmina Niechlów) یک گمینا در لهستان است که در شهرستان گورا واقع شده‌است. گمینا نگخلوو ۱۵۱٫۹۸ کیلومتر مربع مساحت و ۵٬۱۴۰ نفر جمعیت دارد.